# Берегова сільська рада
Берегова́ сільська́ ра́да — адміністративно-територіальна одиниця та орган місцевого самоврядування у складі Феодосійської міської ради Автономної Республіки Крим. Адміністративний центр — село Берегове.

## Загальні відомості
- Населення ради: 2 506 осіб (станом на 2001 рік)

## Населені пункти
Сільській раді були підпорядковані населені пункти:
- с. Берегове
- с. Степове

## Склад ради
Рада складалася з 20 депутатів та голови.
- Голова ради: Буркальцев Сергій Федорович
- Секретар ради: Щукіна Світлана Дмитріївна

### Керівний склад попередніх скликань
| Прізвище, ім'я, по батькові | Основні відомості                                                 | Дата обрання | Дата звільнення |
| --------------------------- | ----------------------------------------------------------------- | ------------ | --------------- |
| Філіппенко Ігор Миколайович | Сільський голова, 1965 року народження, безпартійний              | 26.03.2006   | 31.10.2010      |
| Буркальцев Сергій Федорович | Сільський голова, 1954 року народження, освіта вища, безпартійний | 31.10.2010   |                 |

Примітка: таблиця складена за даними сайту Верховної Ради України

### Депутати
За результатами місцевих виборів 2010 року:
- Кількість мандатів: 20
- Кількість мандатів, отриманих за результатами виборів: 19
- Кількість мандатів, що залишаються вакантними: 1

#### За суб'єктами висування
| Суб'єкт висування | Кількість обраних депутатів | %    |
| ----------------- | --------------------------- | ---- |
| Партія регіонів   | 11                          | 57,9 |
| Самовисування     | 8                           | 42,1 |

#### За округами
| № округу        | Прізвище, ім'я, по батькові      | Дата визнання обраним | Освіта             | Партійна приналежність                  | Відомості про обраного депутата                                         |
| --------------- | -------------------------------- | --------------------- | ------------------ | --------------------------------------- | ----------------------------------------------------------------------- |
| Партія регіонів |                                  |                       |                    |                                         |                                                                         |
| 2               | Поночовний Віталій Ростиславович | 05.11.2010            | вища               | позапартійний                           | приватний підприємець                                                   |
| 6               | Спиціна Ірина Едуардівна         | 05.11.2010            | середня спеціальна | позапартійна                            | тимчасово не працює                                                     |
| 7               | Гончарова Валентина Григорівна   | 05.11.2010            | середня            | член Партії регіонів                    | пенсіонер                                                               |
| 8               | Сухінін Ігор Миколайович         | 05.11.2010            | середня            | позапартійний                           | КП «Крома-С», директор                                                  |
| 9               | Пашук Андрій Миколайович         | 05.11.2010            | вища               | член Партії регіонів                    | ДЮСШ м. Феодосія, тренер                                                |
| 10              | Лєгостаєв Василь Олександрович   | 05.11.2010            | середня            | член Партії регіонів                    | приватний підприємець                                                   |
| 11              | Близнецова Валентина Михайлівна  | 05.11.2010            | середня            | член Партії регіонів                    | амбулаторія загальної практики — сімейної медицини, с. Берегове, сторож |
| 12              | Дудін Валеріан Леонідович        | 05.11.2010            | вища               | позапартійний                           | санепідемстанція, м. Феодосія, завідувач санітарно-гігієнічного відділу |
| 16              | Никоненков Олександр Іванович    | 05.11.2010            | середня            | член Партії регіонів                    | ТОВ «Приватний пансіонат Бригантина», директор                          |
| 18              | Щукіна Світлана Дмитрівна        | 15.11.2010            | середня            | член Партії регіонів                    | КП «Залив», головний бухгалтер                                          |
| 19              | Лень Олена Іванівна              | 05.11.2010            | вища               | член Партії регіонів                    | Берегова сільська рада, секретар                                        |
| Самовисування   |                                  |                       |                    |                                         |                                                                         |
| 1               | Малявка Марія Григорівна         | 05.11.2010            | вища               | позапартійна                            | приватний підприємець                                                   |
| 3               | Кучер Олександр Васильович       | 05.11.2010            | вища               | позапартійний                           | міська лікарня № 1, лікар — хірург                                      |
| 4               | Полюшкіна Людмила Леонідівна     | 05.11.2010            | середня спеціальна | член Комуністичної партії України       | пенсіонер                                                               |
| 5               | Гаранін Олексій Петрович         | 23.12.2012            | середня спеціальна | член Партії регіонів                    | пенсіонер                                                               |
| 13              | Зонін Семен Сергійович           | 05.11.2010            | середня            | член Політичної партії «Сильна Україна» | приватний підприємець                                                   |
| 14              | Полухін Юрій Сергійович          | 05.11.2010            | вища               | позапартійний                           | пенсіонер                                                               |
| 17              | Мальованний Євгеній Борисович    | 05.11.2010            | вища               | позапартійний                           | тимчасово не працює                                                     |
| 20              | Аблаєв Ділавер Серверович        | 05.11.2010            | середня            | позапартійний                           | приватний підприємець                                                   |